# Pinon
Pinon [pinɔ̃] ist ein Dorf und eine Gemeinde mit 1650 Einwohnern (Stand 1. Januar 2022) im französischen Département Aisne in der Region Hauts-de-France. Die Gemeinde gehört zum Arrondissement Laon und zum Kanton Laon-1.

## Geografie
Die Gemeinde Pinon liegt im Westen des Höhenzuges Chemin des Dames am linken Ufer des Flusses Ailette sowie am parallel verlaufenden Oise-Aisne-Kanal, etwa auf halbem Weg zwischen den Städten Laon und Soissons. Nachbargemeinden von Pinon sind Anizy-le-Grand im Nordwesten und Norden, Merlieux-et-Fouquerolles im Nordosten, Vaudesson im Osten, Allemant im Süden sowie Vauxaillon im Westen.

## Bevölkerungsentwicklung
| Jahr                       | 1962 | 1968 | 1975 | 1982 | 1990 | 1999 | 2006 | 2015 | 2022 |
| Einwohner                  | 1636 | 1807 | 1916 | 1941 | 1773 | 1711 | 1742 | 1767 | 1650 |
| Quellen: Cassini und INSEE |      |      |      |      |      |      |      |      |      |

## Sehenswürdigkeiten

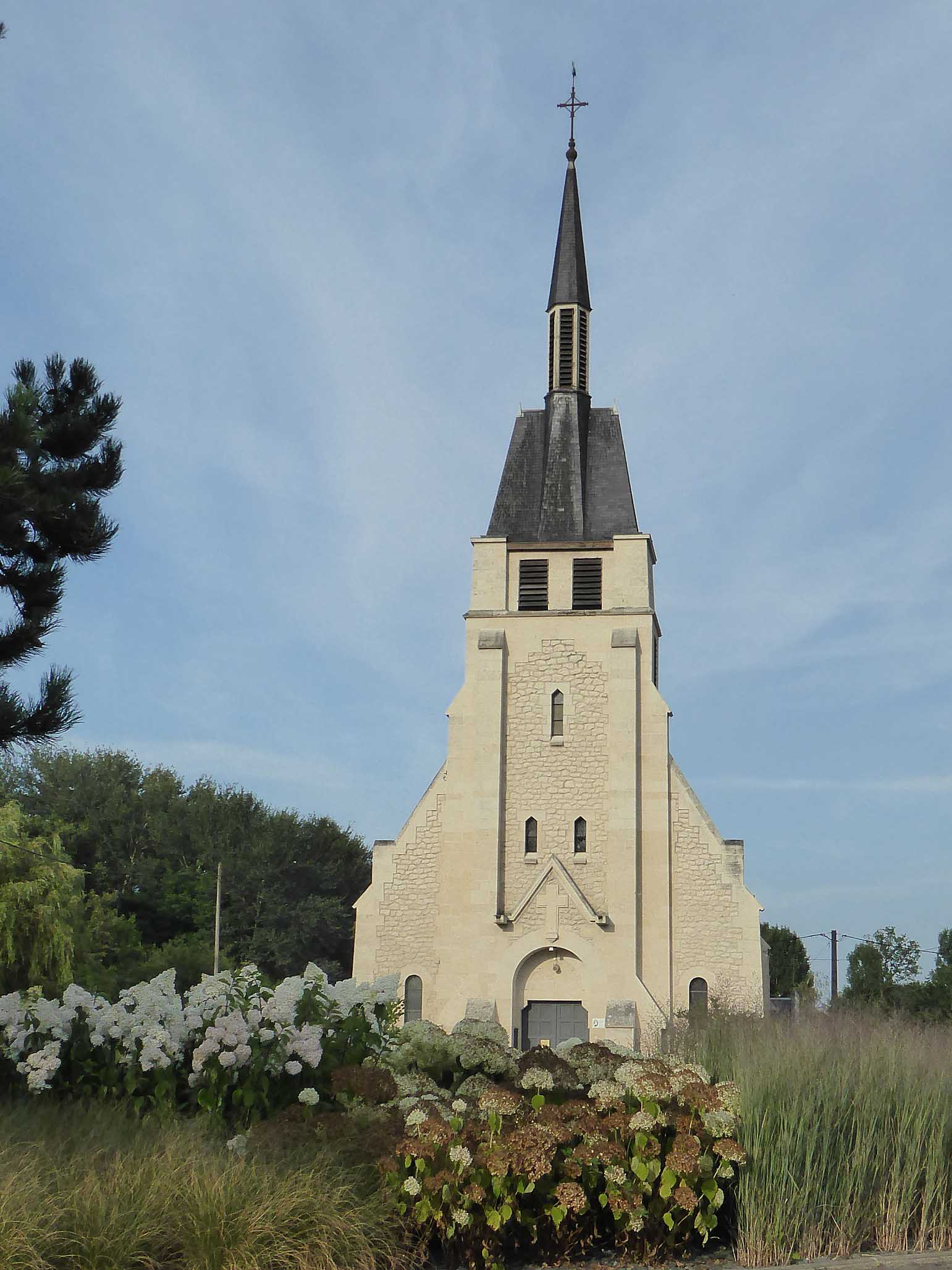
Kirche Saint-Martin
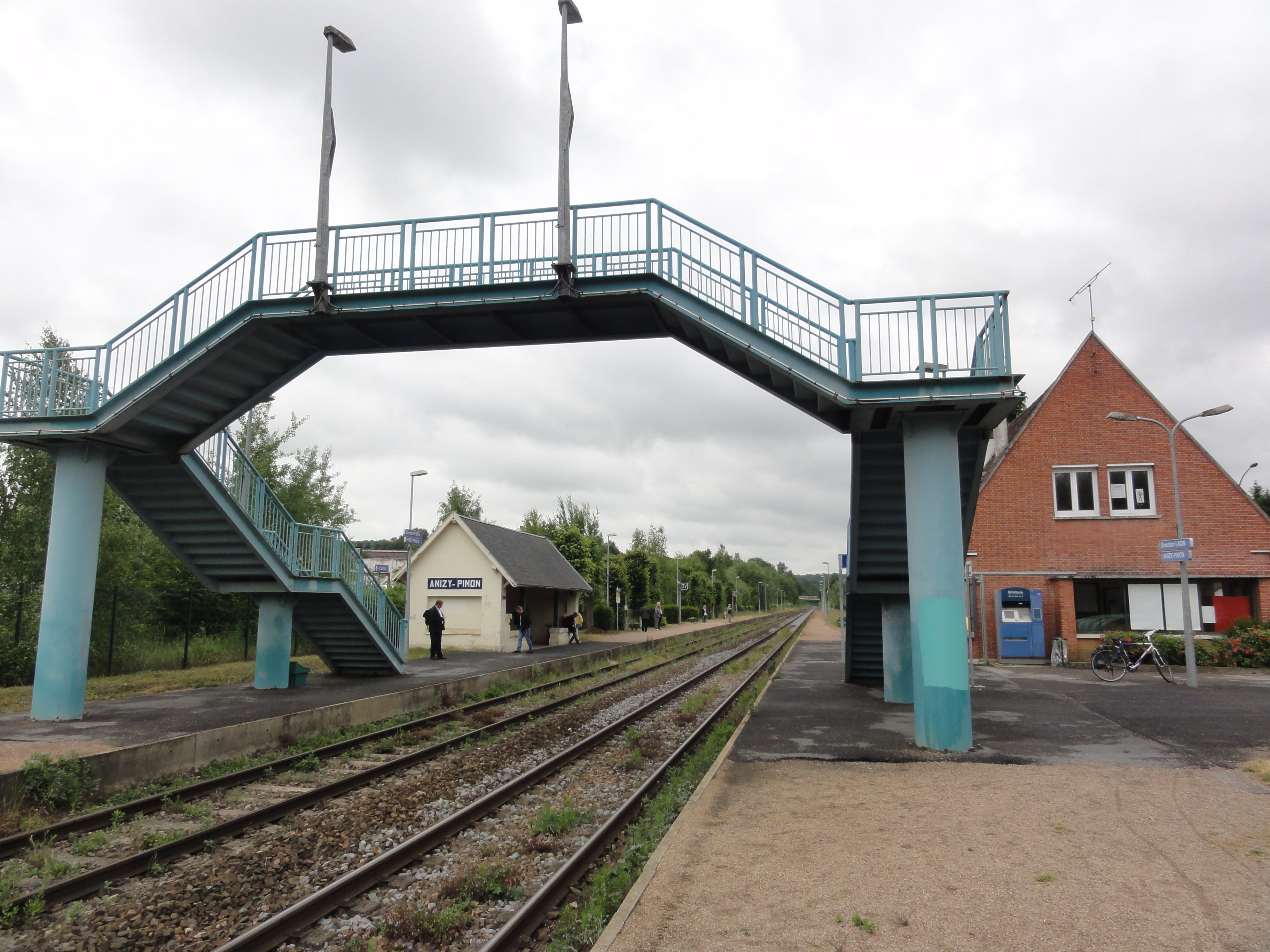
Bahnhof Anizy - Pinon
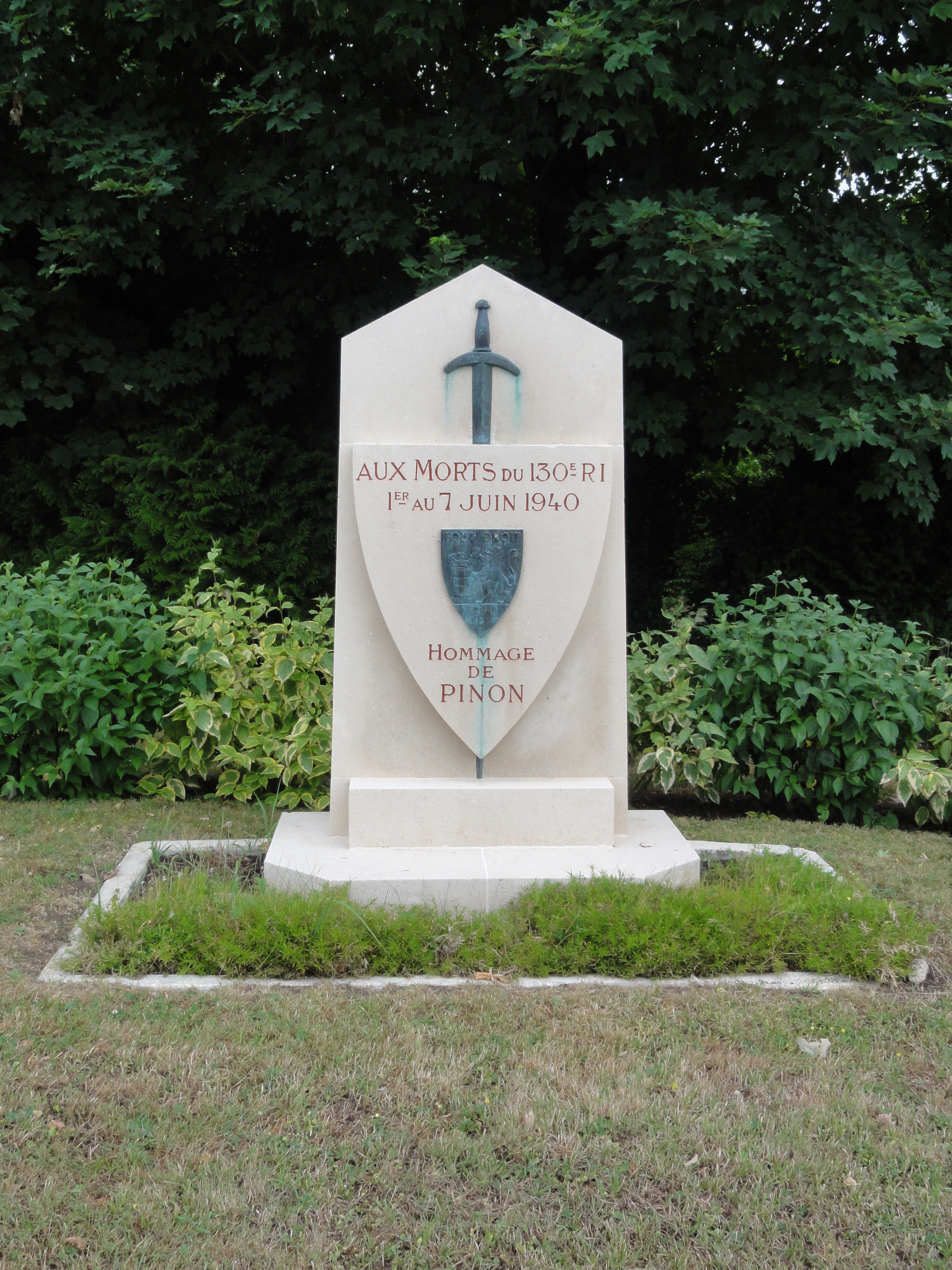
Gefallenendenkmal

- Kirche Saint-Martin
- Bahnhof Anizy - Pinon
- Gefallenendenkmal